# Roger Wehrli (giocatore di football americano)
Roger Wehrli (New Point, 26 novembre 1947) è un ex giocatore di football americano statunitense che ha giocato nel ruolo di cornerback per tutta la carriera con i St. Louis Cardinals della National Football League (NFL). Al college ha giocato a football all'Università del Missouri. È stato inserito nella Pro Football Hall of Fame nel 2007.

## Carriera professionistica
Dotato di eccezionale velocità, Wehrli fu scelto nel corso del primo giro del Draft NFL 1969. Il quarterback membro della Hall of Fame Roger Staubach dichiarò Wehrli il miglior cornerback contro cui avesse mai giocato e che il termine, oggi molto diffuso, di "shutdown corner" ebbe origine dalla descrizione di Wehrli.
Nella sua carriera, Wehrli fece registrare 40 intercetti ritornandoli per 309 yard e recuperò 19 fumble. Fu inserito nella Pro Football Hall of Fame nel 2007, il secondo giocatore della storia dell'Università del Missouri dopo l'ex tight end Kellen Winslow, indotto nel 1995. Wehrli fu indotto anche nel Cardinals Ring of Honor il 14 ottobre 2007.
Inserito nella formazione ideale dei rookie nel 1969, Wehrli nella successiva fu inserito nella formazione ideale della stagione All-Pro e fu convocato per il primo di sette Pro Bowl. Nel 1972 Wehrli fu spostato nel ruolo di safety dallo staff di allenatori dei Cardinals, giocando accanto a un altro futuro Hall of Famer come Larry Wilson. Tornò nel ruolo di cornerback destro nel 1973.
Nel 1981, dopo 11 stagioni come cornerback destro, Wehrli fu spostato nel lato sinistro. Nella prima partita nella nuova posizione deviò due passaggi e mise a segno 4 tackle nella vittoria sui Buffalo Bills per 24-0.
Nelle sue 14 stagioni, Wehrli disputò 193 partite. Oltre che come defensive back, fu anche l'holder nei calci. In quel ruolo segnò anche un touchdown nel 1982 su un finto tentativo di field goal.

## Palmarès
- (7) Pro Bowl (1970, 1971, 1974, 1975, 1976, 1977, 1979)
- (5) First-team All-Pro (1970, 1974, 1975, 1976, 1977)
- (1) Second-team All-Pro (1971)
- Formazione ideale della NFL degli anni 1970
- Pro Football Hall of Fame
- College Football Hall of Fame

## Statistiche
| Partite totali | 193 |
| Intercetti     | 40  |
| Touchdown      | 9   |